# Edward Blyth
Edward Blyth (Londres, 23 de desembre del 1810 - 27 de desembre del 1873) fou un zoòleg i químic anglès conegut com un dels fundadors de la zoologia de l'Índia i precursor de la teoria de la selecció natural.
Blyth va néixer a Londres el 1810. En 1841 va viatjar a l'Índia per ocupar el càrrec de comissari del museu de la Societat Asiàtica Real de Bengala. Actualitzà els catàlegs del museu i el 1849 publicà el Catalogue of the Birds of the Asiatic Society (Catàleg dels Ocells de la Societat Asiàtica). Descrigué els espècimens de l'ocell de Hume, Tickell, Swinhoe i altres. Va romandre com comissari fins al 1862, quan la seva feble salut el va obligar a tornar a Anglaterra. La seva obra The Natural History of the Cranes (Història Natural de les Grues) es va publicar el 1881.

## Espècies que porten el seu nom
- Tragopan de Blyth (Tragopan blythii)